# Spiridon Groza
Spiridon Groza (n. 6 august 1936, Moneasa, județul Arad - d. 20 iunie 2013, Lipova),  a fost un senator român în legislatura 1990-1992 ales în județul Arad pe listele partidului FSN. Spiridon Groza a fost senator de la data de 12 martie 1992, când l-a înlocuit pe senatorul Radu Homescu. Spiridon Groza a absolvit Facultatea de Geografie a Universității din București și a a obținut diploma de profesor. Spiridon Groza s-a pensionat fiind directorul școlii din Sebiș.  